# 미나미 사라
미나미 사라(일본어: 南 沙良, 2002년 6월 11일 ~ )는 일본의 모델, 배우이다.

## 출연 작품
- 태양은 움직이지 않는다 (2021년, 워너 브라더스 영화) - 키쿠치 시오리 역